# Extended Graphics Array
XGA (ang. Extended Graphics Array) – termin używany do określenia rozdzielczości ekranu 1024×768 pikseli pochodzący od standardu kart graficznych opracowanych w 1990 roku przez firmę IBM. W standardzie XGA proporcje ekranu wynoszą 4⁄3 (szerokość/wysokość); tzn. szerokość wynosi 1,333... razy większe niż wysokość. Poprzednikiem standardu XGA jest SVGA (800×600) a następcą SXGA.

Standardowe rozdzielczości ekranowe

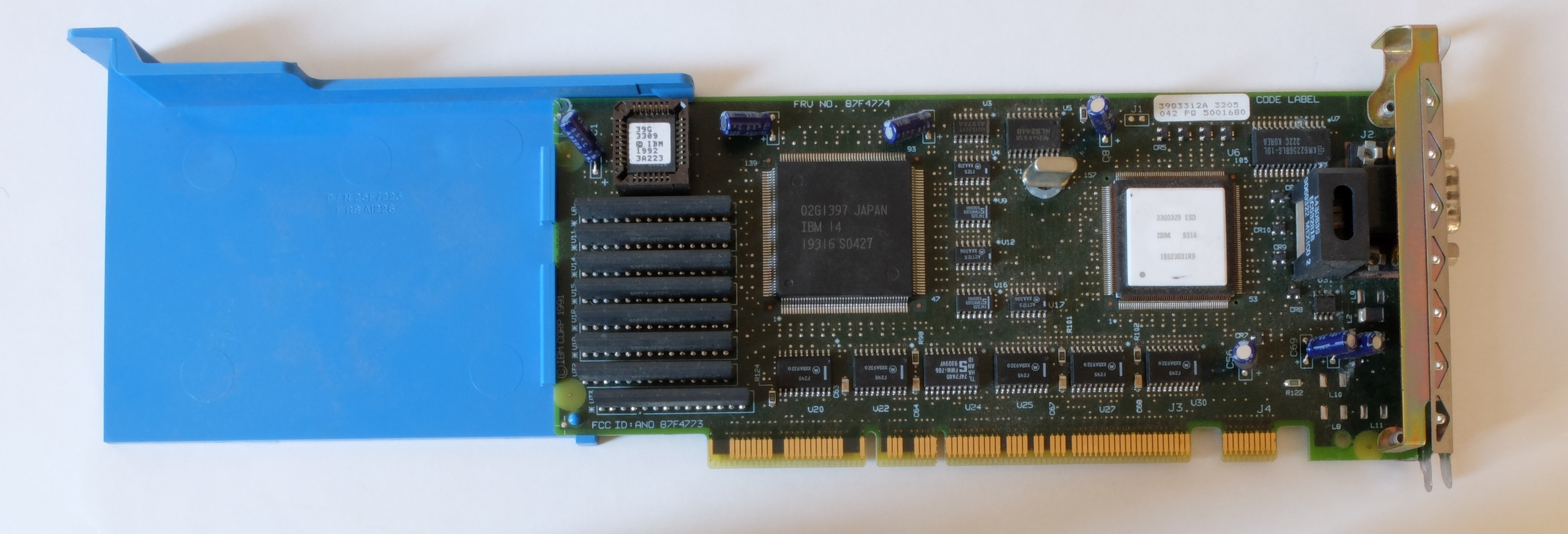
IBM karta XGA

Karty typu XGA były produkowane przez IBM do linii komputerów osobistych IBM PS/2 jako następca modelu 8514/A. XGA były wstecznie kompatybilne ze standardem graficznym VGA. Karty te maksymalnie obsługiwały rozdzielczość wyświetlania 1024 × 768 pikseli z maksymalną głębią kolorów 16 bitów (co odpowiada 65 536 kolorom) przy 43,5 Hz (z przeplotem). Inne tryby to 640 × 480 przy 60 Hz (bez przeplotu) z maksymalnie 65 356 kolorami. Później IBM ulepszył XGA do XGA-2, który między innymi miał większą głębię kolorów. IBM w pełni udokumentował interfejs sprzętowy XGA. Ponadto udzielił licencji na projekt XGA firmom SGS-Thomson (inmos) i Intel. Spośród znanych kart graficznych sprzętową zgodność z 8514/A i XGA oferowały produkty Tseng Labs począwszy od ET4000. Grupa VESA wprowadziła wspólny standard XGA.

## Porównanie standardów
| Format | Rozmiar   | Rozmiar  | px (mln) | ratio | procentowe porównanie wielkości | procentowe porównanie wielkości | procentowe porównanie wielkości | procentowe porównanie wielkości | procentowe porównanie wielkości | procentowe porównanie wielkości | procentowe porównanie wielkości | procentowe porównanie wielkości | procentowe porównanie wielkości | Format wielkoekranowy | typowe wielkości ekranów |
| Format | X (szer.) | Y (wys.) | px (mln) | ratio | QVGA                            | VGA                             | SVGA                            | XGA                             | XGA+                            | SXGA                            | SXGA+                           | UXGA                            | QXGA                            | Format wielkoekranowy | typowe wielkości ekranów |
| ------ | --------- | -------- | -------- | ----- | ------------------------------- | ------------------------------- | ------------------------------- | ------------------------------- | ------------------------------- | ------------------------------- | ------------------------------- | ------------------------------- | ------------------------------- | --------------------- | ------------------------ |
| QVGA   | 320       | 240      | 0,08     | 1,33  | 0%                              | -75%                            | -84%                            | -90%                            | -92%                            | -94%                            | -95%                            | -96%                            | -98%                            |                       | 2,8″                     |
| VGA    | 640       | 480      | 0,31     | 1,33  | ?                               | 0%                              | -36%                            | -61%                            | -69%                            | -77%                            | -79%                            | -84%                            | -90%                            | WVGA                  |                          |
| SVGA   | 800       | 600      | 0,48     | 1,33  | ?                               | 56%                             | 0%                              | -39%                            | -52%                            | -63%                            | -67%                            | -75%                            | -85%                            |                       |                          |
| XGA    | 1024      | 768      | 0,79     | 1,33  | ?                               | 156%                            | 64%                             | 0%                              | -21%                            | -40%                            | -47%                            | -59%                            | -75%                            | WXGA                  | 15″                      |
| XGA+   | 1152      | 864      | 1,00     | 1,33  | ?                               | 224%                            | 107%                            | 27%                             | 0%                              | -24%                            | -32%                            | -48%                            | -68%                            | WXGA+                 | 17″                      |
| SXGA   | 1280      | 1024     | 1,31     | 1,25  | ?                               | 327%                            | 173%                            | 67%                             | 32%                             | 0%                              | -11%                            | -32%                            | -58%                            | WSXGA                 | 17-19″                   |
| SXGA+  | 1400      | 1050     | 1,47     | 1,33  | ?                               | 379%                            | 206%                            | 87%                             | 48%                             | 12%                             | 0%                              | -23%                            | -53%                            | WSXGA+                |                          |
| UXGA   | 1600      | 1200     | 1,92     | 1,33  | ?                               | 525%                            | 300%                            | 144%                            | 93%                             | 46%                             | 31%                             | 0%                              | -39%                            | WUXGA                 | 20″                      |
| QXGA   | 2048      | 1536     | 3,15     | 1,33  | ?                               | 924%                            | 555%                            | 300%                            | 216%                            | 140%                            | 114%                            | 64%                             | 0%                              | WQXGA                 | 30″                      |